# DJ Khaled
Khaled Mohamed Khaled (New Orleans, 26 november 1975), artiestennaam DJ Khaled, is een Amerikaanse producer en diskjockey voor het radiostation WEDR 99 Jamz. Daarnaast is hij lid van de hiphopgroep Terror Squad.

## Discografie

### Albums
- 2006: Listennn... the Album
- 2007: We the Best
- 2008: We Global
- 2010: Victory
- 2011: We The Best Forever
- 2012: Kiss the Ring
- 2013: Suffering from Success
- 2015: I Changed a Lot
- 2016: Major Key
- 2017: Grateful
- 2019: Father of Asahd
- 2021: Khaled Khaled
- 2022: God Did

### Singles

#### Solo singles
| Jaar | Single                                                                                           | Hoogste positie | Hoogste positie | Hoogste positie | Album                  |
| Jaar | Single                                                                                           | U.S. Hot 100    | U.S. R&B        | U.S. Rap        | Album                  |
| ---- | ------------------------------------------------------------------------------------------------ | --------------- | --------------- | --------------- | ---------------------- |
| 2006 | "Holla at Me" (met Lil Wayne, Paul Wall, Fat Joe, Rick Ross & Pitbull)                           | 59              | 24              | 15              | Listennn... the Album  |
| 2006 | "Grammy Family" (met Kanye West, Consequence & John Legend)                                      | –               | 124             | –               | Listennn... the Album  |
| 2006 | "Born-n-Raised" (met Trick Daddy, Pitbull & Rick Ross)                                           | –               | 83              | –               | Listennn... the Album  |
| 2007 | "We Takin' Over" (met Akon, T.I., Rick Ross, Fat Joe, Birdman & Lil Wayne)                       | 26              | 28              | 11              | We the Best            |
| 2007 | "I'm So Hood" (met T-Pain, Trick Daddy, Rick Ross & Plies)                                       | 19              | 9               | 5               | We the Best            |
| 2008 | "Out Here Grindin" (met Akon, Young Jeezy, Rick Ross, Trick Daddy, Lil Boosie, Ace Hood & Plies) | 38              | 32              | 17              | We Global              |
| 2008 | "Go Hard" (met Kanye West & T-Pain)                                                              | 69              | 63              | –               | We Global              |
| 2009 | "Fed Up" (met Usher, Young Jeezy, Rick Ross & Drake)                                             | 108             | 45              | 22              | Victory                |
| 2010 | "Put Your Hands Up" (met Young Jeezy, Plies, Rick Ross & Schife)                                 | –               | 102             | –               | Victory                |
| 2010 | "All I Do Is Win" (met T-Pain, Ludacris, Rick Ross & Snoop Dogg)                                 | 24              | 8               | 6               | Victory                |
| 2011 | "Welcome to My Hood" (met T-Pain, Rick Ross, Plies & Lil Wayne)                                  | 79              | 30              | 14              | We the Best Forever    |
| 2011 | "I'm On One" (met Drake, Rick Ross & Lil Wayne)                                                  | 10              | 1               | 1               | We the Best Forever    |
| 2011 | "It Ain't Over Til It's Over" (met Mary J. Blige, Fabolous & Jadakiss)                           | –               | 52              | –               | We the Best Forever    |
| 2011 | "Legendary" (met Chris Brown, Keyshia Cole & Ne-Yo)                                              | –               | 100             | –               | We the Best Forever    |
| 2012 | "Take It to the Head" (met Chris Brown, Rick Ross, Nicki Minaj & Lil Wayne)                      | 58              | 6               | 6               | Kiss the Ring          |
| 2012 | "I Wish You Would" (met Kanye West & Rick Ross)                                                  | 78              | 37              | 19              | Kiss the Ring          |
| 2012 | "Bitches & Bottles" (met T.I., Lil Wayne & Future)                                               | –               | –               | –               | Kiss the Ring          |
| 2013 | "No New Friends" (met Drake, Lil Wayne & Rick Ross)                                              | 37              | 9               | 8               | Suffering from Success |
| 2013 | "I Wanna Be with You" (met Nicki Minaj, Future & Rick Ross)                                      | –               | 30              | –               | Suffering from Success |
| 2014 | "They Don't Love You No More" (met Rick Ross, Meek Mill & French Montana)                        | –               | 30              | –               | I Changed a Lot        |
| 2014 | "Hold You Down" (met Chris Brown, August Alsina, Future & Jeremih)                               | 39              | 10              | –               | I Changed a Lot        |
| 2015 | "How Many Times" (met Chris Brown, Lil Wayne & Big Sean)                                         | 68              | 17              | 13              | I Changed a Lot        |

#### Multi singles
| Jaar | Single                                                                             | Hoogste positie | Hoogste positie | Hoogste positie | Album             |
| Jaar | Single                                                                             | U.S. Hot 100    | U.S. R&B        | U.S. Rap        | Album             |
| ---- | ---------------------------------------------------------------------------------- | --------------- | --------------- | --------------- | ----------------- |
| 2007 | "100 Million" (Birdman ft. DJ Khaled, Rick Ross, Dr. Dre, Young Jeezy & Lil Wayne) | 118             | 69              | –               | 5 * Stunna        |
| 2008 | "Foolish" (Shawty Lo ft. DJ Khaled, Birdman, Rick Ross & Jim Jones)                | 102             | 29              | 13              | Units in the City |

## Werk als producer
Terror Squad - True Story (2004) 
- 01. "Nothing's Gonna Stop Me"
- 08. "Yes Dem to Def"

Fabolous - Real Talk (2004) 
- 04. "Gangsta"

Fat Joe - All or Nothing (2005) 
- 09. "Temptation Pt. 1"
- 10. "Temptation Pt. 2"
- 15. "Beat Novacane"

Fat Joe - Me, Myself & I (2006) 
- 03. "The Profit" (ft. Lil Wayne)
- 12. "Story to Tell"

Rick Ross - Port of Miami (2006) 
- 18. "I'm A G" (featuring Brisco & Lil Wayne)
- 00. The Realist (featuring Trick Daddy)

DJ Khaled - Listennn... the Album (2006) 
- 01. "Intro"
- 05. "Problem"
- 13. "Where You At"

DJ Khaled - We the Best (2007) 
- 01. "Intro (We the Best)"
- 06. "Before the Solution"

Fat Joe - The Elephant in the Room (2008) 
- 05. "Get It for Life"

DJ Khaled - We Global (2008) 
- 01. "Standing On The Mountain Top"

## Prijzen

### BET Awards
- 2008, Best Collaboration ("I'm So Hood (Remix)") with Young Jeezy, Ludacris, Busta Rhymes, Big Boi, Lil Wayne, Fat Joe, Birdman, & Rick Ross (genomineerd)

### BET Hip Hop Awards
- 2008, DJ of the Year (gewonnen)
- 2008, MVP of the Year (genomineerd)
- 2008, Hustler of the Year (genomineerd)
- 2008, Beste Hip-Hop Collabo ("I'm So Hood (Remix)") met Young Jeezy, Ludacris, Busta Rhymes, Big Boi, Lil Wayne, Fat Joe, Birdman, & Rick Ross (gewonnen)
- 2007, People's Choice Award ("We Takin' Over") met Akon, T.I., Rick Ross, Fat Joe, Birdman, & Lil Wayne (genomineerd)
- 2007, Best Hip-Hop Collabo ("We Takin' Over") met Akon, T.I., Rick Ross, Fat Joe, Birdman, & Lil Wayne (genomineerd)

### Ozone Awards
- 2008, DJ of the Year (gewonnen)
- 2007, Beste Video ("We Takin' Over") met Akon, T.I., Rick Ross, Ludacris, Fat Joe, Birdman, & Lil Wayne (gewonnen)
- 2007, Beste Radio DJ (gewonnen)

### Overige
- 2022, ster op Hollywood Walk of Fame